# Kanton Catus
Kanton Catus (francouzsky Canton de Catus) je francouzský kanton v departementu Lot v regionu Midi-Pyrénées. Tvoří ho 17 obcí.

## Obce kantonu
- Boissières
- Calamane
- Catus
- Crayssac
- Francoulès
- Gigouzac
- Les Junies
- Labastide-du-Vert
- Lherm
- Maxou
- Mechmont
- Montgesty
- Nuzéjouls
- Pontcirq
- Saint-Denis-Catus
- Saint-Médard
- Saint-Pierre-Lafeuille